# Wii Play
Wii Play és un videojoc de festa desenvolupat i publicat per Nintendo per a la Wii. Va ser llançat juntament amb la consola al Japó el 2 de desembre de 2006, i també a Europa, el 8 de desembre de 2006. El joc inclou nou minijocs, incloent un joc de trets (semblant a Duck Hunt), un joc de pesca i un joc de billar, cadascun dels que estan dissenyats per mostrar les funcions del Wii Remote.
Desenvolupat com una recopilació de jocs prototips que es van mostrar originalment a l'E3 el 2006, Wii Play va ser desenvolupat per Nintendo EAD simultàniament amb Wii Sports. Els jocs que s'hi incloïen feien ús de diversos aspectes del Wii Remote, com ara la detecció de la rotació i el moviment de profunditat mitjançant la detecció de moviment i el seu punter infraroig.
Malgrat la variada recepció dels crítics que van criticar el joc per la seva repetitivitat, Wii Play va ser un èxit comercial, amb unes fortes vendes relacionades en gran part amb la inclusió d'un Wii Remote addicional amb el joc. El 2011, el joc va rebre una seqüela, Wii Play: Motion.

## Gameplay
Wii Play consta de nou minijocs que fan ús de les diverses funcions úniques del Wii Remote. Aquests jocs es poden jugar en mode d'un jugador o en mode de dos jugadors en què es registra el nombre de victòries de cada jugador. En començar el joc, només es pot accedir a un dels minijocs destacats, però els altres vuit es desbloquegen sistemàticament a mesura que el jugador prova cadascun. El jugador pot utilitzar el seu propi personatge Mii personalitzat, que apareix en diversos dels minijocs inclosos. Les puntuacions més altes es guarden quan es juga en mode d'un jugador, i quan el jugador aconsegueix determinades puntuacions altes, se li atorguen medalles de bronze, plata, or i platí per al joc respectiu, juntament amb un missatge enviat al tauler Wii que conté un breu consell per al joc.

### Minijocs

#### Shooting Range
Un joc de trets semblant a Duck Hunt en què els jugadors passen per diverses rondes consecutives de disparar objectes que apareixen a la pantalla apuntant el Wii Remote a la barra de sensors de la Wii per apuntar. Els objectes inclouen globus, objectius, discos, llaunes i fins i tot ovnis que baixen del cel i intenten segrestar còpies petites del Mii del jugador. Es poden guanyar punts addicionals disparant diversos objectes consecutivament sense perdre'ls, i alguns ànecs també volen de tant en tant per la pantalla que es poden disparar per obtenir punts addicionals. El mode multijugador del joc té dos jugadors que competeixen per guanyar el major nombre de punts.

#### Find Mii
Es reuneixen multitud de personatges Mii únics, entre els quals el jugador ha de localitzar determinats de determinades qualitats, d'acord amb les instruccions que se li donen a cada ronda, com ara localitzar dos personatges idèntics o localitzar el que es mou més ràpidament en una multitud de persones caminant. En el mode d'un jugador, el jugador ha de passar tantes etapes com sigui possible abans que s'acabi el límit de temps. Cada Mii trobat pel jugador amplia el nombre de segons que queden al temporitzador i dona un cert nombre de punts en funció de la rapidesa amb què ho faci. En el mode multijugador, dos jugadors competeixen per trobar el major nombre de personatges Mii en dos minuts.

#### Table Tennis
Un joc de tennis de taula, en què el jugador llança una pilota d'un costat a l'altre apuntant el comandament a la barra del sensor i movent el Wii Remote. En el mode d'un jugador, el jugador coopera amb un jugador de l'IA per retornar la pilota tantes vegades com sigui possible. En el mode multijugador, dos oponents competeixen per colpejar la pilota l'un a l'altre per aconseguir punts, guanyant el primer jugador que aconsegueixi 11 punts.

#### Pose Mii
El jugador controla el seu personatge Mii amb el punter i intenta esclatar les bombolles que cauen i evitar que arribin a la part inferior de la pantalla. Per fer-ho, ha de girar el Wii Remote per girar el Mii i encaixar-lo a les siluetes de les bombolles, així com prémer certs botons per alternar entre les diferents posicions que el Mii pot prendre per adaptar-se a les formes de les siluetes. El joc s'acaba quan el jugador permet que tres bombolles surin i arribin a la part inferior de la pantalla. En el mode multijugador, les bombolles vermelles i blaves corresponents al color respectiu de cada jugador cauen, i els jugadors intenten obtenir el major nombre de punts amb cada jugador perdent un punt si una bombolla del seu color cau al fons.

#### Laser Hockey
Un joc d'hoquei d'aire semblant al Pong en què dos jugadors intenten colpejar un disc làser cap a la porteria de l'oponent mitjançant una paleta controlada amb el punter del Wii Remote. El mode d'un jugador és un partit de dos minuts contra l'IA, mentre que en el mode de dos jugadors, guanya el primer jugador que aconsegueixi vuit punts.

#### Billiards
Un senzill joc de billar de nou boles. Al joc, el jugador utilitza el Wii Remote com un pal per colpejar la bola blanca, que es pot colpejar des de diferents angles. El joc acaba quan totes les boles entrin als forats. En el mode d'un jugador, la puntuació es determina pel nombre de torns fets per fer entrar totes les boles, mentre que en el mode multijugador, es guanyen punts corresponents al nombre de la pilota que s'introdueix.

#### Fishing
Un joc de pesca en què el jugador intenta capturar diferents tipus de peixos nedant en un estany dins d'un temps límit. El jugador utilitza el Wii Remote com una canya de pescar, baixant-lo per moure'l cap a l'estany i tirar-lo ràpidament cap amunt quan un peix s'hi agafa mentre mou el comandament en diferents direccions per moure l'ham a través de l'estany. Es donen i es descompten punts en funció dels diferents tipus de peixos que es capturen. S'atorguen punts addicionals per capturar un peix corresponent al tipus de peix "bonus", que canvia contínuament. En el mode multijugador, dos jugadors competeixen per obtenir la puntuació més alta.

#### Charge!
El jugador controla el seu personatge Mii muntant una vaca mentre intenta travessar una pista curta dins d'un temps límit mentre derroca espantaocells i evita obstacles. El joc es juga subjectant el Wii Remote horitzontalment i fent-lo servir de manera semblant a un volant.

#### Tanks!
Un joc de combat de vista aèria similar al joc d'Atari Combat. El jugador maniobra un petit tanc a través de diverses etapes i lluita contra els tancs enemics. El tanc pot disparar obusos des del seu canó i posar mines terrestres a terra. En el mode d'un jugador, el jugador rep tres vides al començament del joc i rep una vida addicional cada cinc missions completades, amb el joc acabant si es perden totes les vides. Abans d'aconseguir una medalla d'or, una partida per a un sol jugador acaba al nivell 20, però hi ha un total de 100 missions que es poden jugar després d'haver obtingut la medalla. En el mode multijugador, dos jugadors competeixen per destruir el màxim de tancs enemics possibles. El joc acaba si els dos jugadors perden el seu tanc en la mateixa missió, tot i que un jugador que és derrotat en una missió torna si l'altre jugador aclareix la missió.

## Recepció
Wii Play va rebre crítiques diverses, amb una puntuació total del 61,64% a GameRankings i 58/100 a Metacritic.